# Hipólito Bouchard
Hipólito Bouchard, originariamente Hippolyte  Bouchard, también conocido como Hipólito Buchardo (Bormes-les-Mimosas, cerca de Saint-Tropez, Francia, 15 de enero de 1780-Nazca, Perú; 4 de enero de 1837) fue un militar y corsario francés que luchó por la causa de las Provincias Unidas del Río de la Plata y del Perú, y que por ello recibió la nacionalidad argentina.
Bouchard fue uno de los corsarios que cumplió un importante papel en las luchas por la independencia argentina. Entre sus acciones más relevantes se encuentran los asedios a las costas de California, Filipinas y Centroamérica, así como sus combates en las costas peruanas y ecuatorianas.

## Inicios
Bouchard nació el 15 de enero de 1780 en Saint-Tropez en Francia. Fue bautizado con el nombre de André Paul, pero, en una fecha indeterminada, lo cambió por el de su hermano menor, Hippolyte. Hijo de André Louis Bouchard y Thérèse Brunet, desde muy pequeño se embarcó en buques pesqueros y mercantes. En 1799 se puso al servicio de la marina francesa contra los ingleses, iniciándose así en la dura vida del mar. Tras realizar varias campañas en Egipto con Napoleón Bonaparte y en Haití, bajo las órdenes de Charles-Victor-Emmanuel Leclerc y Louis-René Levassor de Latouche Tréville quien sería no solo su capitán sino también su maestro, en 1809 llegó a Buenos Aires en un barco francés, solo unos meses antes del comienzo de la Revolución de Mayo.
Liberal y antimonárquico, rápidamente se inclinó hacia la causa independentista argentina poniendo sus conocimientos navales a disposición de la Revolución, siendo nombrado por el gobierno segundo comandante de la recientemente creada flota nacional argentina, liderada por el maltés Juan Bautista Azopardo. El 2 de marzo de 1811, en San Nicolás de los Arroyos, tuvo su bautismo de fuego defendiendo a la revolución argentina, al enfrentarse, al mando del bergantín 25 de Mayo, a la escuadrilla realista comandada por el capitán de navío Jacinto de Romarate. Después del Combate de San Nicolás, Bouchard tuvo una destacadísima actuación enfrentándose a las naves españolas que bloquearon Buenos Aires entre los meses de julio y agosto de 1811.
En marzo de 1812 se alistó en el Regimiento de Granaderos a Caballo, al mando de José de San Martín. Participó en el Combate de San Lorenzo, donde conquistó una de las banderas del enemigo.

Dos cañones, 40 fusiles, 4 bayonetas, y una bandera que pongo en manos de V. E. y la arrancó con la vida al abanderado el valiente oficial D. Hipólito Bouchard.
Parte de San Martín en San Lorenzo

En premio a su valor, la Asamblea Constituyente le concedió la ciudadanía de las Provincias Unidas del Río de la Plata.
En 1813 contrajo matrimonio con Norberta Merlo, una porteña hija de un marino veterano de Trafalgar, con quien formaría una familia.

## Campaña bajo las órdenes de Guillermo Brown
Bouchard abandonó el Regimiento de Granaderos a Caballo y retornó a su vida de marino. Una de las campañas más prestigiosas de Bouchard fue la realizada bajo las órdenes de Guillermo Brown, en la que asolaría las costas del océano Pacífico, atacando El Callao y Guayaquil. El 12 de septiembre de 1815 se le otorgó patente de corso para ponerse al mando de la corbeta Halcón, un barco de construcción francesa no muy sólido en su estructura. La corbeta había sido comprada al Estado argentino por el conocido armador Vicente Anastasio Echevarría. Los oficiales de la nave eran principalmente franceses, pero el Segundo Comandante, Robert Jones, era de origen inglés, y se contaba con la presencia de Ramón Freire. Antes de zarpar se produjo un choque entre Bouchard y los oficiales, cuando el agente de la expedición, Severino Prudant, promovió el levantamiento de la plana mayor. Debido a la intervención de Echevarría, el conflicto no pasó a mayores.
La flota de la campaña estaba compuesta por la Hércules, al mando de Guillermo Brown; la Santísima Trinidad, al mando del hermano de Brown, Miguel; la corbeta Halcón, al mando de Bouchard y la goleta Constitución, al mando de Oliverio Russell. Las embarcaciones Hércules y Santísima Trinidad partieron desde Montevideo hacia el sur el 24 de octubre de 1815; las otras dos embarcaciones zarparían cinco días después. Las órdenes eran encontrarse en la Isla Mocha donde establecerían un acuerdo para las operaciones.
Los hermanos Brown arribaron a la isla el 28 de diciembre, mientras que la Halcón lo hizo un día más tarde. Al llegar, Bouchard manifestó su convicción de que la Constitución se había hundido. Comentó que al pasar el cabo de Hornos los azotó una tempestad durante catorce días. La nave comandada por Russell se encontraba cargada con cañones de grueso calibre y una importante carga, por lo que creía que no pudo resistirla. Ni la Constitución ni su tripulación volvieron a ser vistos.
En la isla, Brown y Bouchard acordaron, el 31 de diciembre de 1815, operar juntos durante los primeros cien días de 1816. También acordaron la forma en que iban a ser divididas las presas: debían ser divididas en cinco partes, de las cuales dos le correspondían a Brown por ser el comandante en jefe, una y media para la Santísima Trinidad y la misma proporción para la Halcón. De allí Bouchard y Miguel Brown partieron hacia las costas peruanas, mientras que la Hércules se dirigió al Archipiélago Juan Fernández para liberar a algunos patriotas que se encontraban presos allí.
El 10 de enero volvieron a reunirse las tres embarcaciones, en las cercanías de El Callao. Los oficiales decidieron comenzar un bloqueo y, no conformes, bombardearon la población, la fortificación y llegaron a desembarcar en las playas. El día 11 apresaron el bergantín San Pablo, que fue utilizado para alojar a los enfermos de escorbuto y a los prisioneros. El 13 apresaron la fragata Gobernadora, donde encontraron al teniente coronel Vicente Banegas, oficial del Ejército Republicano de Nueva Granada, quien se sumó a la plana. El 18 de enero capturaron cuatro embarcaciones: la goleta Carmen, el bergantín Místico y dos naves más, una de las cuales fue saqueada y hundida. El 21 volvieron a bombardear las fortalezas, y por la noche hundieron la fragata Fuente Hermosa. El 28 de enero apresaron dos importantes presas, las fragatas Candelaria y Consecuencia. Al día siguiente decidieron partir hacia el norte, en busca de la boca del río Guayas.
El 7 de febrero arribaron a la isla Puná, en las cercanías de Guayaquil. Al llegar, Guillermo Brown les ordenó a Bouchard y a su hermano que permanecieran fondeados para proteger a las siete presas que habían tomado anteriormente. Brown se puso al mando de la Santísima Trinidad, con la que se disponía a atacar Guayaquil. Al día siguiente, tomó y demolió el fuerte de Punta de Piedras ubicado a cinco leguas de Guayaquil. Sin embargo, el día 9 de febrero fracasó al intentar tomar el castillo de San Carlos, siendo capturado por las fuerzas realistas. Tras una dura negociación, los otros corsarios argentinos lograron canjear a Brown por la fragata Candelaria, tres bergantines y cinco cajones de correspondencia que transportaba la fragata Consecuencia. Al retirarse, los corsarios se llevaron las fragatas Hércules y Consecuencia, la corbeta Halcón y la goleta Carmen. Debieron abandonar la Santísima Trinidad, ya que se encontraba en malas condiciones.
A los tres días, Bouchard le informó a Brown de que su nave hacía agua y que sus oficiales habían decidido regresar a Buenos Aires, por lo que solicitaba la liquidación del botín. En el reparto, Bouchard obtuvo la fragata Consecuencia y la goleta Carmen, pero tuvo que dejar la Halcón y contrajo una deuda de 3.475 pesos.
El marino francés decidió volver a Buenos Aires por el cabo de Hornos. Nuevamente existieron diferencias con su tripulación, que en ocasiones se solucionaban mediante la violencia. Debe remarcarse que en una ocasión se batió a duelo con un sargento mayor, lo que luego le produciría graves problemas legales. Estas diferencias aumentaron cuando un oficial de la nave Carmen le informó que la goleta hacía agua, a lo que el comandante contestó que igual debía pasar por el Cabo de Hornos porque no echaría la embarcación a pique. En ese momento los oficiales de la goleta, inducidos por la tripulación, decidieron desobedecer a Bouchard y cambiaron el rumbo hacia las islas Galápagos. La Consecuencia arribó a Buenos Aires el 18 de junio de 1816.

## Su campaña al mando deLa Argentina

Trayecto de la expedición de Hipólito Bouchard, a cargo de "La Argentina"

### Preparativos de la campaña

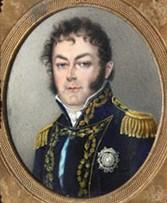
Juan Martín de Pueyrredón, a cargo del gobierno argentino, le brindó un importante apoyo a Hipólito Bouchard.

Para la nueva campaña que iba a realizarse, Bouchard decidió utilizar la fragata La Consecuencia, que había tomado durante su última campaña. Junto a su armador, Vicente Echevarría, decidieron cambiarle el nombre a la embarcación, optando por La Argentina. Pero armar este barco no era una tarea sencilla, ya que contaba con un importante tamaño: 464 toneladas de desplazamiento y 100 metros de quilla.
Echevarría adquirió 34 piezas de artillería, 18 cañones de a ocho y 16 carronadas de a doce, y contrató a carpinteros experimentados para que las emplazasen. Bouchard pidió, además, la colaboración del gobierno argentino, mediante la fianza de Juan José de Sarratea. El Estado aportó 4 cañones de bronce y 12 de hierro, 128 fusiles, 800 balas de cañón de a doce y 900 de a ocho. La embarcación contaba, además, con 3000 balas de a veinticuatro, que al no poder ser utilizadas en combate servían, junto a 300 lingotes, de lastre. No fue posible conseguir ni pistolas ni sables de abordaje, que eran esenciales para los combates a corta distancia. Bouchard le pidió al gobierno que le entregara, al menos, 40 sables de caballería, pero el depósito ni siquiera contaba con esa cantidad. Matías Irigoyen, ministro de Guerra y Marina, consiguió la entrega de seis quintales de plomo de las reservas del Estado, ya que no había podido encontrarlos en la ciudad. Por último, se instalaron dos hornallas a bordo, para calentar las balas encadenadas utilizadas para romper los mástiles e incendiar el velamen.
En lo que respecta a la tripulación, debían reclutarse 180 hombres. Esta tarea no era sencilla, ya que Bouchard se había ganado la fama de hombre duro. Los integrantes de la plana mayor fueron: el capitán Nathan Sommers; los primeros tenientes Guillermo Sheppard, Colverto Thompson, Daniel Oliver, Guillermo Mills, Miguel Burgués y Luis Greissac; el teniente de infantería José María Píriz; los cabos de presa Juan Arhens, Carlos Douglas y Martín Van Burgen; el cirujano Bernardo Copacabana; los pilotines Tomás Espora, Juan Agustín Merlo y Andrés Gómez. Echevarría había solicitado al gobierno el uso del uniforme de la marina de guerra por parte de los oficiales de la campaña, tanto como motivación como para mejorar el orden y el respeto a bordo. Los marinos eran, en su mayoría, extranjeros, aunque algunos de ellos eran oriundos de las provincias de Corrientes, Entre Ríos y Buenos Aires. La infantería de desembarco era inexperta y, en la gran mayoría de los casos, pisaban por primera vez una cubierta.
El 25 de junio, todavía con La Argentina en el puerto, se produjo un incidente a bordo. En medio de una discusión, un marinero abofeteó al armero, lo que era considerado un acto de indisciplina. Al enterarse Bouchard, dispuso el arresto del agresor, lo que produjo la protesta de sus compañeros. Uno de estos marineros decidió atacar al comandante, por lo que el capitán Sommers debió matarlo. Pero esto no produjo la calma de los marineros, quienes se concentraron en la batería del entrepuente hasta que fueron desalojados por la infantería de marina a cargo de Sommers. Este episodio finalizó con dos muertos y cuatro heridos.
Tras el episodio, Echevarría envió una carta al gobierno, encabezado por el Director Supremo Juan Martín de Pueyrredón, argumentando que la insubordinación se debía a la permanencia de la fragata en el puerto, y que terminaría al abandonar Buenos Aires. Sin embargo, el gobierno se negó a permitir que zarpase la embarcación. Dos días después, La Argentina zarpó hacia la Ensenada de Barragán, lo que provocó el surgimiento de rumores acerca de la deserción de Bouchard. En realidad, la fragata había abandonado el puerto por una disposición general que establecía que los buques que se encontraran allí, por demoras en su cargamento u otras razones, debían abandonarlo para permitir que los buques de guerra y baterías costeras pudieran actuar con mayor eficacia en caso de un ataque enemigo.

### Comienza la expedición

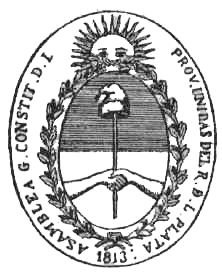
La acción contra los barcos negreros se basó en la posición del país frente a la esclavitud, según la libertad de vientres decretada por la Asamblea del año XIII.

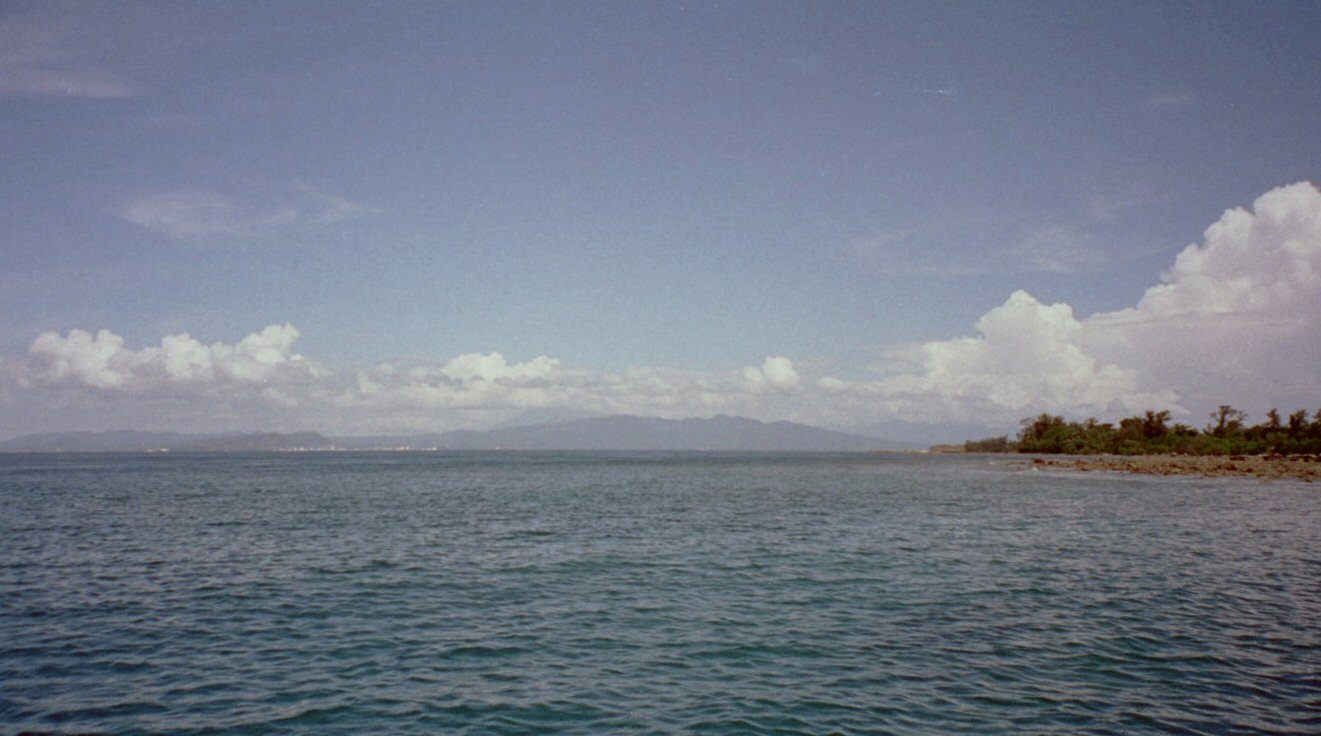
Bouchard decidió navegar hacia las Filipinas, atravesando el estrecho de la Sonda.

El 27 de junio de 1817 Bouchard obtuvo la patente de corsario argentino, comenzando así la etapa más novelesca de su vida. El 9 de julio de 1817 (Primer aniversario de la Independencia Argentina), zarpó al mando de la fragata "La Argentina" desde la ensenada de Barragán para cumplir un crucero de corso (patente de corso n.º 116), que habría de durar dos años.
Al trazar el rumbo que seguiría la embarcación, Bouchard había planeado navegar en busca de la gran corriente sur ecuatorial, que atraviesa el Atlántico hasta las costas africanas, lo que le permitiría bordear el Cabo de Buena Esperanza con el fin de perseguir los navíos de la Compañía de Filipinas que navegaban por las costas de la India. El 19 de julio se produjo un incendio en la nave que se extendió hasta el entrepuente y puso en peligro la vida de muchos tripulantes. La tripulación debió trabajar durante varias horas hasta poder controlar el incendio. Al llegar al Océano Índico, la nave se dirigió hacia el nordeste hasta alcanzar la isla de Madagascar. Tras dos meses de viaje, La Argentina ancló en Tamatave, al este de la isla.
Una vez instalados en Tamatave, un oficial británico se presentó a hablar con Bouchard. Su intención era pedirle apoyo para evitar que zarparan cuatro buques negreros. Bouchard le ofreció todas sus fuerzas disponibles para impedir el tráfico por parte de estos buques, de los cuales tres eran ingleses y uno francés. El comandante ordenó que los cañones apuntasen a los barcos, mientras él, secundado por varios hombres armados, ejerció el derecho de visita que aplicaban en África, desde 1812, Gran Bretaña y los Estados Unidos. Allí descubrió que las sospechas del oficial británico eran fundadas, por lo que decidió evitar que los buques dejasen el puerto. Antes de zarpar, Bouchard le explicó al comandante de una corbeta británica, llamada Comway, la forma en la que había actuado y le encargó la vigilancia de los buques. Después de este suceso, La Argentina levó anclas, no sin antes apoderarse de los alimentos de los buques negreros y reclutando cinco marineros de la embarcación francesa.
La embarcación retomó el rumbo nordeste, para intentar atacar los buques españoles que navegaban por la región. Durante este trayecto la tripulación se vio afectada por el escorbuto, debido a las deficiencias en la alimentación. Producto de la gran cantidad de enfermos los trabajos de a bordo tuvieron que ser concentrados, pero a los pocos días el mal había afectado a gran parte de la tripulación. El 18 de octubre avistaron una fragata estadounidense que les comunicó que los buques de la Compañía de Filipinas no traficaban hacía tres años en los puertos de la India. La Argentina siguió navegando rumbo a las Filipinas, resistiendo varias tempestades que la acompañaron hasta el estrecho de La Sonda, que separa las islas de Java y Sumatra. El 7 de noviembre decidió fondear en la isla de Java para que los enfermos pudieran ser tranquilamente atendidos.

### Encuentro con piratas malayos

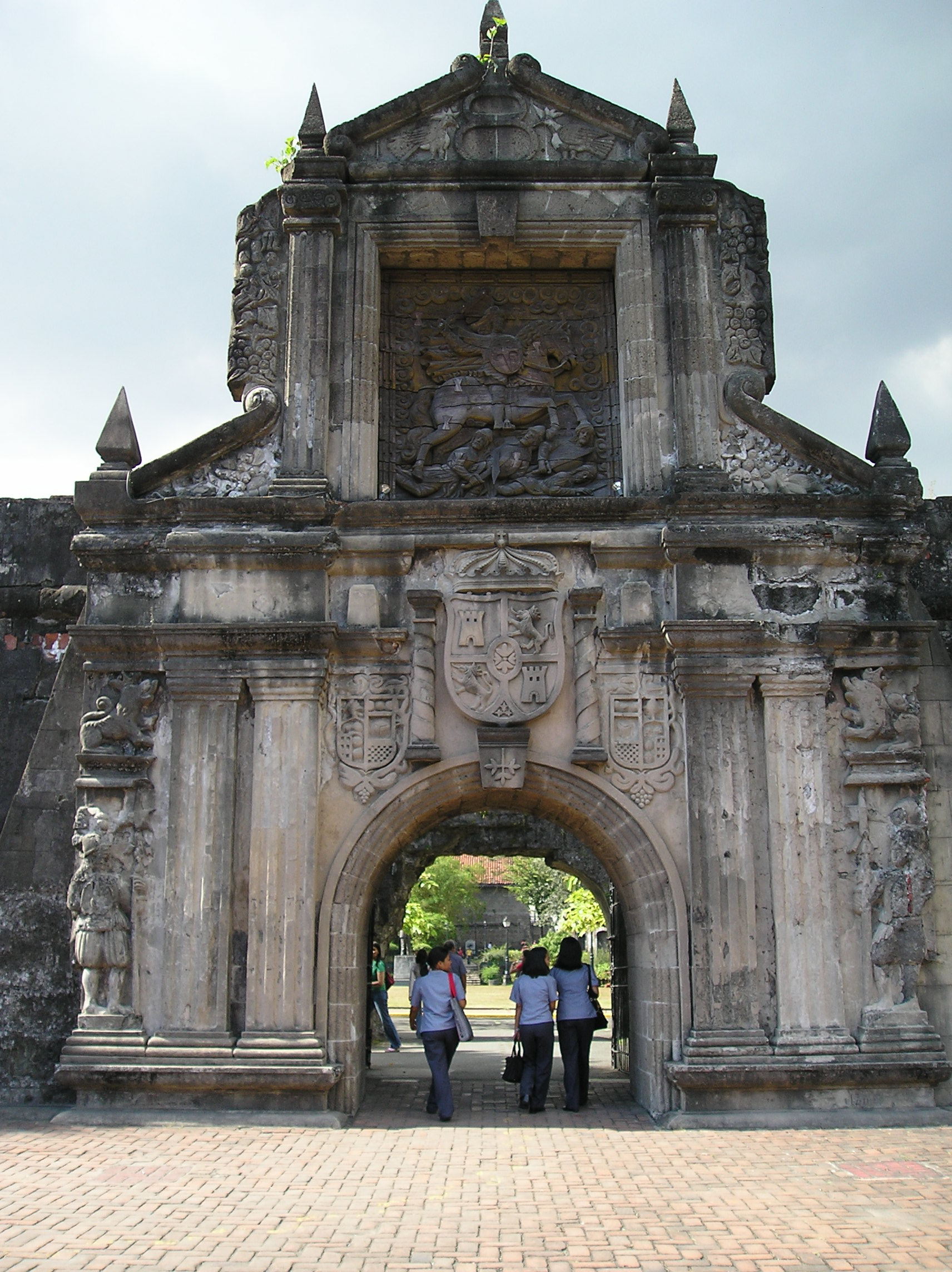
Puerta del Fuerte de Santiago, en Manila.

Tras alejarse de la isla, La Argentina continuó su trayecto hacia las Filipinas. Esta zona era muy peligrosa, ya que la frecuente presencia de piratas malayos era potenciada por las malas condiciones en las que se encontraba la tripulación. Los buques utilizados por estos piratas se caracterizaban por ser de poco calado, llevar cañones en sus dos proas y utilizar una sola vela y fuertes remos.
El encuentro con algunos de estos piratas se produjo finalmente en la mañana del 7 de diciembre, cuando el vigía avistó cinco pequeñas naves. Pero el combate no se produjo hasta el mediodía, cuando la nave más grande se lanzó al abordaje. Bouchard decidió no utilizar sus cañones de babor y prefirió el combate cuerpo a cuerpo. Tras derrotarlos, ordenó tomar el barco mientras el resto de las embarcaciones piratas huían. El comandante convocó un consejo de guerra para juzgar a quienes habían sido tomados prisioneros, sentenciándolos a todos a la pena de muerte, salvo a los más jóvenes. La forma de ejecución fue la siguiente: los prisioneros fueron devueltos a su nave, a la cual se le habían derribado los palos, y se procedió a disparar sobre la misma hasta hundirla.
Tras abandonar el estrecho de Macasar, La Argentina atravesó el Mar de Célebes y fondeó en la isla de Joló. 

### En la isla de Joló
Bouchard llegó al archipiélago el 2 de enero de 1818 y permaneció allí por cinco días. Gran cantidad de escollos submarinos y fuertes corrientes dificultaban la navegación en estos mares. Sus habitantes consideraban el valor como la primera de las virtudes y siempre se jactaban de ser invencibles. Tripulaban los ágiles “praos” y eran eximios navegantes, además de temibles piratas. Todo su mundo giraba en torno a la piratería que regulaba su economía, sus fuerzas militares y su vida social.
Mientras los tripulantes de la fragata establecían negociaciones con los nativos para poder conseguir el adecuado abastecimiento, se apostaron centinelas, con los mosquetes cargados, para repeler cualquier posible intento de ataque de los joloanos. Bouchard, previendo algún tipo de incursión nocturna, dio una severa advertencia a las autoridades locales indicando que si, luego de la puesta del sol, alguna embarcación se acercaba le dispararía con toda su capacidad de fuego. En la noche un centinela percibió movimientos y cautelosamente alertó a toda la tripulación. Cuando confirmaron que los praos acechaban peligrosamente a la fragata, todos los hombres aprontaron sus armas y al encontrarse a una distancia de cien yardas se dio la orden de abrir fuego. Los joloanos fueron sorprendidos y rápidamente emprendieron la huida.
Luego de una serie de incidentes, finalmente se presentó el monarca con un prao ricamente adornado. Traía consigo gran cantidad de frutas y verduras, además de cuatro búfalos para los hambrientos marinos. A partir de ese momento pudieron completar la aguada sin ser molestados y los isleños fueron autorizados a comerciar libremente con los tripulantes del barco.

### Su paso por las Filipinas
Tras reaprovisionarse, la nave se dirigió hacia Manila, ciudad que Bouchard pensaba bloquear. Antes de llegar, se toparon con una fragata inglesa que se dirigía a ese puerto y el comandante decidió revisarla para comprobar que no transportara cargamento enemigo. Bouchard pretendió ocultar su origen, pero el capitán de la fragata comprendió el objeto de su presencia y, tras llegar a Manila, dio aviso a las autoridades españolas.
El 31 de enero de 1818 La Argentina se encontraba en las proximidades del puerto. La ciudad contaba con una muralla y poseía un fuerte, el de Santiago, que contaba con una poderosa artillería. Bouchard comenzó a tomar barcos que se encontraban en la zona, siempre manteniéndose alejado de la artillería española. Durante los dos meses siguientes tomó 16 barcos, mediante un cañoneo intimidatorio y un rápido abordaje. Para estrechar más el cerco sobre la capital del archipiélago, Bouchard dispuso el envío de un pontín armado con 23 tripulantes a bloquear el estrecho de San Bernardino al mando del segundo capitán Sommers. En esa acción se capturaron una falúa y una galera.
Los habitantes comenzaron a desesperarse, ya que los precios de las mercaderías se habían duplicado y hasta triplicado. El gobernador ordenó que se prepararan dos navíos y una corbeta de guerra para ir en busca del corsario. Esta expedición fue retrasada adrede y, cuando finalmente partió, La Argentina ya se había ido. Bouchard había zarpado el 30 de marzo ante la imposibilidad de conseguir mejores presas.
Al poco tiempo de retomar el viaje, fue avistado un bergantín proveniente de las Islas Marianas. Al percatarse de la presencia de La Argentina, el barco lanzó sus botes al agua, debido a la calma existente, y se hizo remolcar hasta el puerto de Santa Cruz. La fragata argentina no podía acercarse al puerto debido a su calado, por lo que Bouchard ordenó a Sommers, Greissac y Van Buren que utilizasen tres botes para abordar la embarcación. Los tres oficiales, junto a varios tripulantes fuertemente armados, comenzaron a acercarse al bergantín que todavía no había alcanzado el puerto. Debido a la mayor velocidad de su bote, Sommers se adelantó y logró alcanzar a la embarcación. Pero el cutter de dos palos que llevaba a Sommers fue volteado por los tripulantes del bergantín ya que arrojaron amarras a sus mástiles. Desde la cubierta del bergantín atacaron a lanzazos a los indefensos hombres que se encontraban en el agua, lo que produjo la muerte de catorce marineros. El resto pudo ser rescatado por los botes de Greissac y Van Buren, que regresaron a la fragata.
Bouchard estaba decidido a vengar las muertes, pero para hacerlo necesitaba una embarcación de poco calado. Para conseguirla ordenó a Greissac que junto a algunos marineros tomase un bote y abordara alguna de las goletas que navegaban en las cercanías del puerto. Una vez conseguida, la nave fue armada con una carronada de a doce y otros cañones de menor calibre. El corsario argentino puso al mando a Greissac y Oliver, que dirigirían una tripulación de 35 marineros. La goleta se lanzó al abordaje el 10 de abril sin que se le opusiera resistencia alguna, ya que los tripulantes huyeron al puerto. Tras dispersar a las fuerzas que los atacaban desde la costa, la goleta retiró de su fondeadero al buque capturado.
Continuando su navegación, llegaron al extremo norte de la isla y capturaron un pontín que llevaba el Real Situado a las islas Batanes. Pero debido a los fuertes vientos, solo hubo tiempo para el envío de un oficial y ocho marineros para que tripularan la embarcación. La goleta se mantuvo a la vista hasta el 15 de abril cuando se perdió todo rastro de ella. Las sospechas apuntan a que el cambio de rumbo se debió a una insubordinación producida por el valor del cargamento.
El bergantín capturado en Santa Cruz se encontraba al mando del teniente Oliver. Debido de los vientos, esta embarcación se había separado en varias oportunidades de La Argentina. Para evitar la pérdida de otra embarcación, Bouchard le comunicó a Oliver que en el caso de separación debían encontrarse en el puerto de San Ildefonso, ubicado al este de Luzón, y que lo esperaría allí durante quince días. La separación se produjo y el corsario esperó durante el tiempo acordado en San Ildefonso, pero el bergantín nunca apareció. Decidió continuar su travesía, ya que Oliver tenía la capacidad y la experiencia para volver a Buenos Aires.
Conversando con el comandante de la goleta tomada en las cercanías de Santa Cruz, Bouchard averiguó que los buques de la Compañía de Filipinas ya no se dirigían a Manila y que algunos buques operaban, en cambio, en las cercanías de Pekín. Decidió navegar hacia China para intentar capturar alguno, pero ante la falta de víveres y las malas condiciones climáticas se vio obligado a cambiar el rumbo hacia las islas Sandwich, actualmente conocidas como Hawái.
Filomeno V. Aguilar Jr. en su ponencia: “Manilamen y marineros: involucrar al mundo marítimo más allá del ámbito español”, afirmó que su segundo barco, el Santa Rosa tenía una tripulación multiétnica que incluía a filipinos. Mercene, autor del libro "Manila Men", propone que esos manilamenistas fueron reclutados en San Blas, un puerto alternativo a Acapulco donde varios filipinos se habían asentado resultado del comercio del Galeón de Manila con Acapulco. Los filipinos que se establecieron en San Blas eran fugitivos del Galeón de Manila. Conocieron a Hipólito Bouchard, que trabajaba para los argentinos rebeldes contra España. La convivencia que los filipinos con los rebeldes argentinos les llevó a amotinarse y unirse a estos.

### Hawái

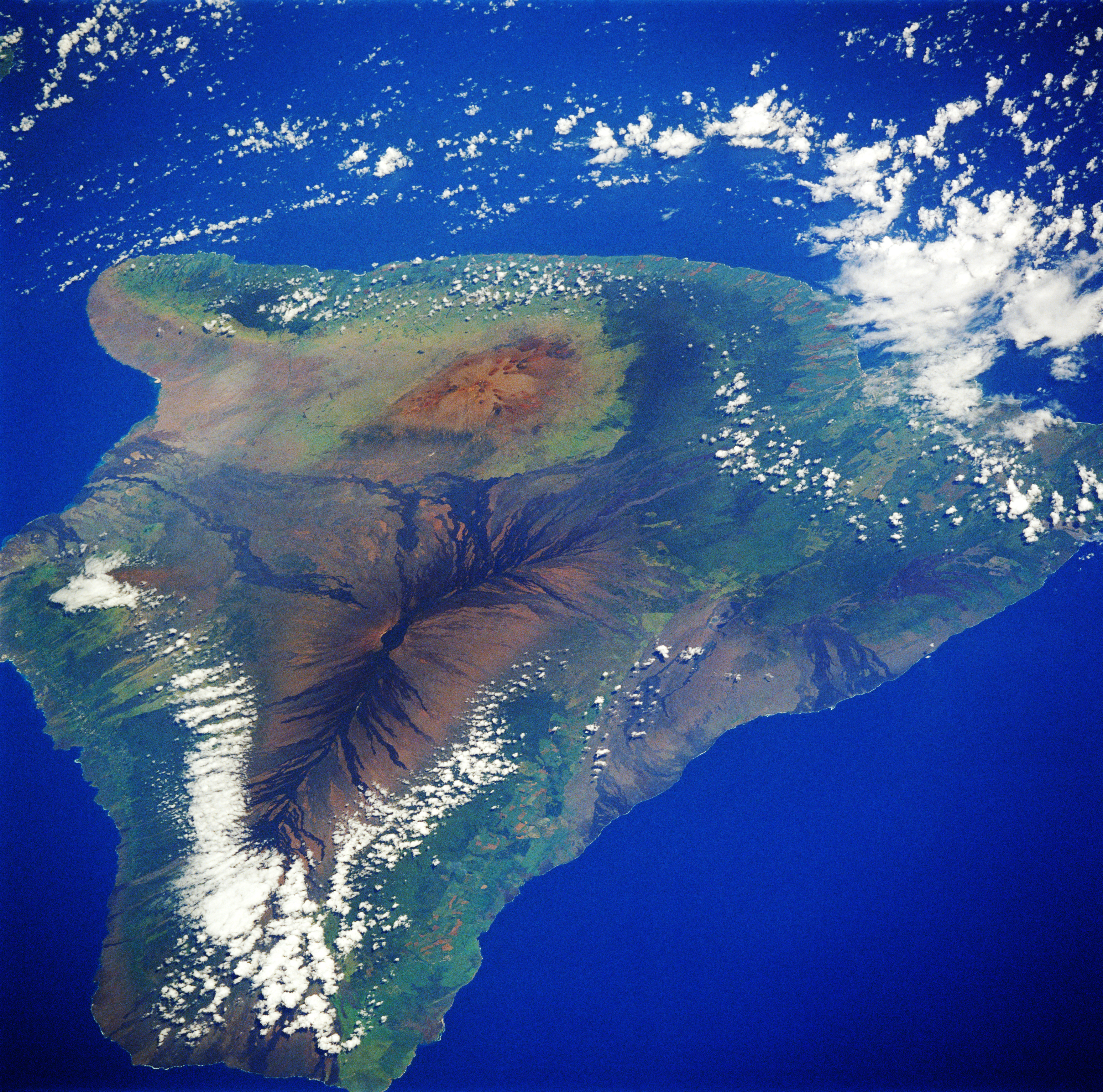
Foto satelital de la isla de Hawái.

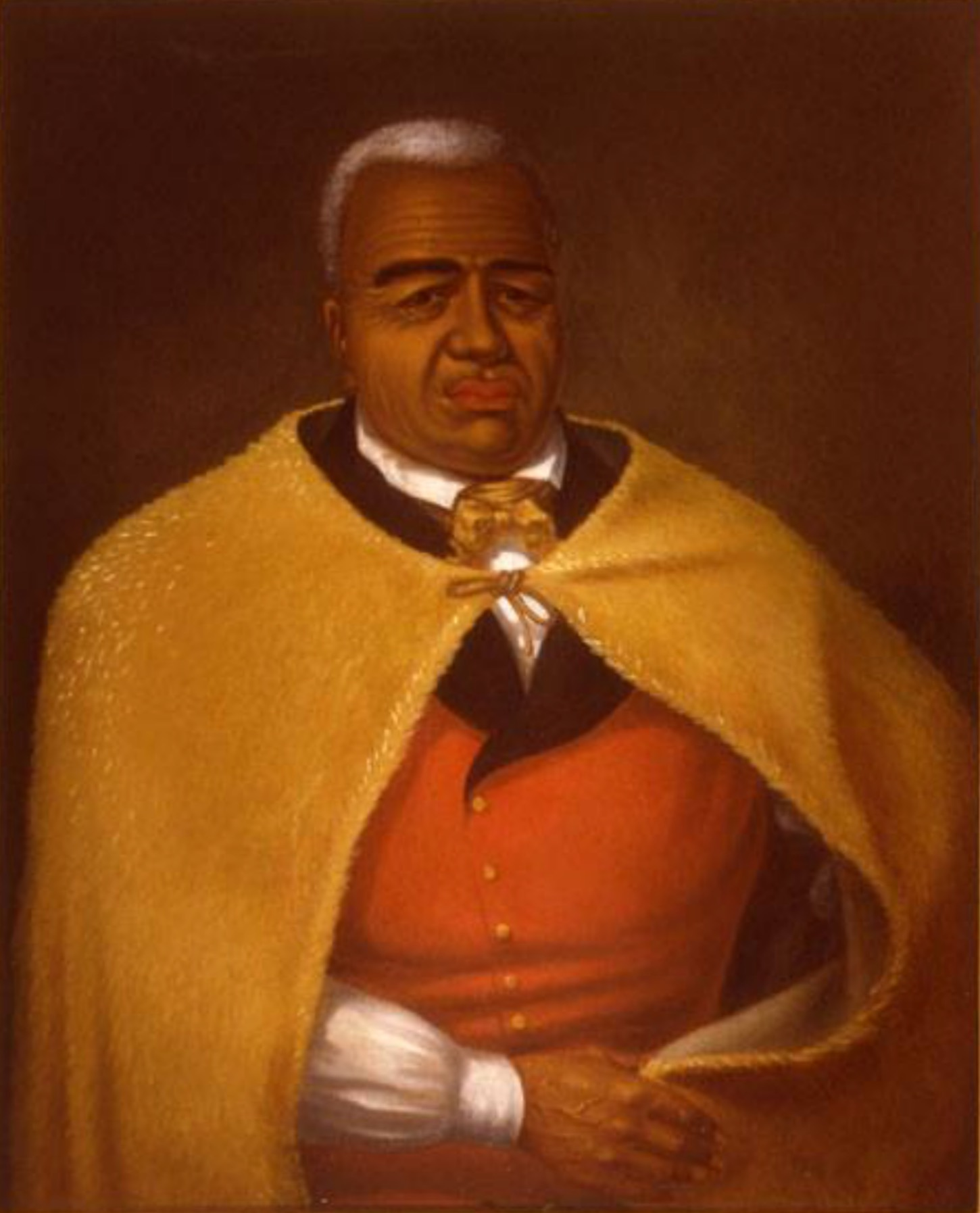
El rey Kamehameha I.

El 17 de agosto de 1818, Bouchard arribó a la bahía de Kealakekua, donde se encontraba un pequeño puerto, en la costa oeste de la isla de Hawái. Al fondear, una canoa tripulada por nativos se les acercó y les informó, en un rudimentario inglés, que en el puerto se encontraba una corbeta que pertenecía al rey Kamehameha I, pero que anteriormente había sido española. También les indicaron que la noche anterior había zarpado una fragata con rumbo desconocido.
Bouchard decidió perseguir la fragata, que pronto tuvieron a la vista porque la falta de viento la había clavado en el mar. Le ordenó a Sheppard que tomara un bote y preguntara al comandante de la fragata sobre la nave que se encontraba en el puerto hawaiano. Tras las indagaciones, Sheppard informó que se trataba de la Santa Rosa o Chacabuco, una corbeta que había zarpado de Buenos Aires en los mismos días que La Argentina. La tripulación de la Santa Rosa se había amotinado en las costas de Chile, y había cambiado el rumbo hacia Hawái.
Tras enterarse del destino de la Santa Rosa, Bouchard ordenó a la fragata regresar al puerto, ya que sospechaba que entre su tripulación se encontraban algunos de los amotinados. Tras revisar la tripulación, reconoció a nueve hombres que había visto en Buenos Aires y, como castigo, les puso una barra de hierro que les aferraba los pies y las manos. Tras un interrogatorio averiguó que los líderes de la revuelta se encontraban en la isla de Kauai.
Al llegar al puerto se encontró con la Santa Rosa prácticamente desarmada, por lo que decidió reunirse con el rey Kamehameha I vestido con su uniforme de teniente coronel de las Provincias Unidas del Río de la Plata. Durante el encuentro, Bouchard le demandó la devolución de la corbeta. Sin embargo, el rey argumentó que había pagado por ella y que merecía una compensación. Diversos autores afirman que durante esta reunión Kamehameha I reconoció la soberanía de las Provincias Unidas; no obstante, otros autores desestiman esto argumentando que Bouchard en su diario no mencionó la firma de un instrumento tan importante, lo que tenía sentido ya que el corsario no tenía autoridad para firmar instrumento legal de ese tipo.
Tras la negociación, Bouchard regreso a la bahía de Kealekekua, acondicionó la Santa Rosa y esperó que el rey le enviase las provisiones acordadas.Como esto no ocurría, se dirigió con sus barcos de guerra a reunirse nuevamente con el monarca en su residencia de Kailua. Frente al riesgo que entrañaban dos barcos de guerra en su capital, Kamehameha le indicó que podría aprovisionarse en Maui (Bouchard la llamaba Mohoohy). El 26 de agosto se hizo cargo de la Santa Rosa, embarcación a la que tuvo que rearmar para darle utilidad. Tras obtener víveres en Maui se dirigió a Oahu, recalando en Honolulu, allí conoció al jerezano Francisco de Paula y Marín, a quien nombró representante de las Provincias Unidas de Sudamérica y capitán de los ejércitos.  También reclutó a Peter Corney, a quien puso a cargo de la corbeta Santa Rosa.
Luego el 1 de octubre fondeó en la isla de Kauai. Allí capturó a quienes habían realizado el motín de la Santa Rosa, fusilando a los líderes y castigando con doce azotes al resto. Tras reaprovisionarse de víveres, municiones y contratar a ochenta nuevos tripulantes, la flota partió rumbo a California.

### Asedio de California y Centroamérica
Bouchard decidió navegar hacia las costas de California, donde esperaba aprovecharse del comercio español. Sin embargo, las autoridades españolas conocían las intenciones del corsario ya que el 6 de octubre la nave Clarion les había informado que dos naves corsarias se preparaban para atacar las costas californianas. El gobernador territorial Pablo Vicente Solá, que residía en Monterrey, ordenó retirar de la ciudad todos los objetos de valor y que se transportaran a una distancia considerable las dos terceras partes de la provisión de pólvora.
El 20 de noviembre de 1818 el vigía de Punta de Pinos, ubicado en uno de los extremos de la bahía de Monterrey, avistó a las dos embarcaciones argentinas. Tras avisar al gobernador, se prepararon los cañones de las costas, se puso en armas a la guarnición y se envió a la misión de Soledad a las mujeres, niños, ancianos y personas incapacitadas para pelear.
Bouchard se reunió con sus oficiales para diseñar el plan de ataque. El oficial Corney ya había estado en dos oportunidades en Monterrey, por lo que conocía la profundidad de la bahía. Se determinó utilizar para el ataque la corbeta Santa Rosa, ya que el gran calado de la fragata La Argentina podía producir que esa embarcación encallase, y se concentró allí la tropa de desembarco. La fragata tuvo que echar al agua varios botes para que la remolcaran lejos del alcance de la artillería española. Una vez remolcada, Bouchard envió hacia la Santa Rosa al capitán Sheppard junto a 200 hombres armados con fusiles y lanzas.
La corbeta Santa Rosa, al mando del oficial Sheppard, ancló a las doce de la noche en las cercanías del fuerte. Debido al cansancio que sufrían los hombres, tras remolcar la fragata y remar hacia la corbeta, Sheppard decidió no atacar de noche. Con la primera luz del día descubrió que había anclado demasiado cerca de la costa, y que a pocos metros se encontraban la artillería española lista para atacarlos. El capitán decidió abrir fuego, pero tras quince minutos de combate la corbeta debió rendirse. Desde la fragata, Bouchard vio cómo sus hombres eran derrotados, pero también observó que los españoles no intentaron apoderarse de la Santa Rosa ya que carecían de embarcaciones. El corsario ordenó levar anclas y moverse en dirección al puerto. Sin embargo, debido al calado de la fragata, no podía acercarse lo suficiente como para abrir fuego. A las nueve de la noche comenzaron las tareas para trasladar a la fragata a los sobrevivientes de la corbeta.
En la madrugada del 24 de noviembre, Bouchard ordenó a sus hombres que se pusieran al mando de los botes. En las embarcaciones, comandadas por Bouchard, se encontraban 200 hombres, 130 armados con fusiles y 70 con lanzas. Desembarcaron a una legua del fuerte, en una caleta oculta por las alturas. La resistencia del fuerte fue muy débil, y tras una hora de combate fue enarbolada la bandera argentina. Los argentinos tomaron la ciudad durante seis días, en los que se apropiaron del ganado, quemaron el fuerte, el cuartel de los artilleros, la residencia del gobernador y las casas de los españoles junto a sus huertas y jardines.

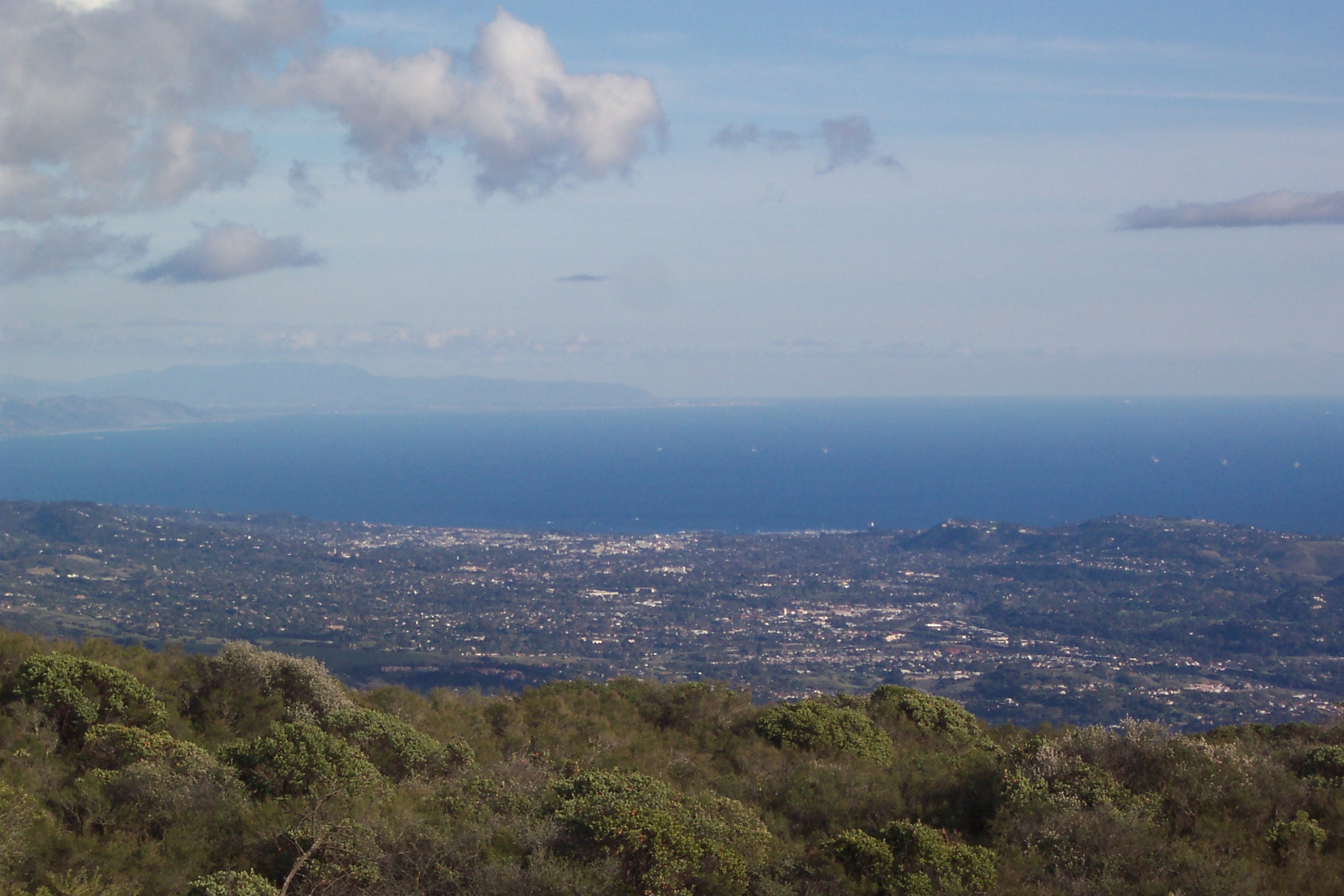
Costa de Santa Bárbara, en California.

El 29 de noviembre zarparon de la bahía de Monterrey, dirigiéndose hacia un rancho llamado El Refugio. Este rancho pertenecía a una familia cuyos integrantes, según se le había informado a Bouchard, habían colaborado fuertemente con la causa española. El 5 de diciembre desembarcó en las cercanías del rancho y, sin encontrar resistencia, se apoderaron de los comestibles y sacrificaron el ganado. Algunos milicianos aguardaban en los alrededores esperando que alguno de los hombres de Bouchard se separara para tomarlo como prisionero. De esta forma, capturaron a un oficial y a dos marineros, que se habían adelantado para tomar un carro. Bouchard los esperó durante todo el día 6, creyendo que se habían extraviado, hasta que decidió partir hacia Santa Bárbara, donde posiblemente los tuvieran apresados, no sin antes incendiar el rancho. Tras llegar a Santa Bárbara, el corsario envió a un emisario para proponerle al gobernador un intercambio de prisioneros. Después de la negociación, los tres hombres capturados volvieron a la Santa Rosa. Bouchard debió entregar un prisionero, "el borracho Molina, del que se hubiera librado la provincia a cualquier precio... El pobre Molina tuvo que aguantar la cólera del gobernador, y fue sentenciado a 6 años de prisión después de recibir 100 azotes".
El 16 de diciembre levaron anclas y se dirigieron hacia la Misión de San Juan Capistrano. Allí le solicitó víveres a un oficial realista, quien le respondió "que tenía bastante pólvora y balas para darme". Ante esta respuesta, Bouchard decidió enviar 100 hombres a tomar el pueblo. Tras una breve lucha, los corsarios se llevaron algunos objetos de valor e incendiaron las casas de los españoles. El 20 de diciembre zarpó hacia la bahía Vizcaíno, donde reparó los buques y les dio descanso a sus hombres. Entre los asentamientos españoles en California las incursiones Bouchard le ganaron una reputación como "Pirata sólo de California" (y fue, por lo tanto, a menudo denominado "Pirata Buchar" por los colonizadores españoles de la época).
El 17 de enero de 1819 navegaron hacia San Blas, puerto que comenzarían a bloquear el 25 de ese mes. El 1 de marzo, mientras continuaba el bloqueo de San Blas, fue avistado un bergantín-goleta español con la que intercambiaron algunos disparos a distancia y sin consecuencias. Luego las dos embarcaciones comenzaron a perseguirla, pero no pudieron alcanzarla. Después de este incidente, Bouchard ordenó zarpar hacia Acapulco sin perder la costa de vista. Al llegar, envió un bote con un oficial para reconocer el lugar, observando la cantidad y calidad de los buques que allí se encontraban. El oficial informó que en el puerto no se encontraba ninguna embarcación relevante, por lo que decidieron seguir viaje.
El 18 de marzo partieron hacia Sonsonate, El Salvador. Tras enviar a un oficial para reconocer el puerto, este le informó que había naves relevantes para abordar. En ese momento navegó hacia el puerto y tomó un bergantín que se encontraba en las cercanías. El 2 de abril llegó al puerto de El Realejo, en donde armó dos botes con cañones de a cuatro y 60 hombres en total, comandados por el propio Bouchard. Sin embargo, fueron descubiertos por el vigía del puerto, por lo que todas las tropas realistas se movilizaron hacia el puerto. Además, habían protegido el puerto con cuatro embarcaciones: un bergantín, dos goletas y un lugre. Tras un intenso combate, las tres naves fueron tomadas. Bouchard incendió el bergantín San Antonio y la goleta Lauretana, ya que sus dueños habían ofrecido un bajo rescate por ellos, 6.000 y 4.000 duros respectivamente. Debido a su calidad, conservó el lugre, llamado Neptuno, y la goleta restante, llamada María Sofía.
Tras combatir en El Realejo, volvió a avistarse el mismo bergantín-goleta con pabellón español que se les había escapado en San Blas. La embarcación avanzó contra la Santa Rosa, cuya tripulación estaba compuesta por inexpertos marineros hawaianos y pocos artilleros. Las dos primeras andanadas de la embarcación realista dejaron tres muertos y varios heridos, tres de ellos graves, y también algunos daños de consideración en el buque. Cuando la nave argentina se dispuso a repeler el abordaje, el bergantín-goleta bajó el pabellón español y enarboló el de Chile. La nave, llamada El Chileno, estaba comandada por un capitán corsario apellidado Coll. Bouchard le solicitó que su cirujano curara a sus heridos, pero el corsario chileno decidió alejarse. El 3 de abril de 1819 finalizaba la larga expedición de Hipólito Bouchard. Decidió partir hacia Valparaíso, para colaborar con la campaña libertadora de José de San Martín.
Historiadores han señalado que la bandera de las Provincias Unidas del Centro de América (de donde se derivan las banderas de Nicaragua, El Salvador, Honduras, Guatemala y Costa Rica), está inspirada en la bandera de las Provincias Unidas del Río de la Plata (actual bandera de la República Argentina), que flameó en las costas del Océano Pacífico de Centroamérica, entre marzo y abril de 1819, desde la fragata La Argentina, en la expedición naval de corso, comandada por el corsario de origen francés, Hipólito Bouchard, sargento mayor de marina, al servicio de las Provincias Unidas del Río de la Plata.
Otros historiadores afirman que una bandera similar a la bandera de las Provincias Unidas del Río de la Plata (actual bandera de la República Argentina), fue flameada por otro corsario francés que estuvo al servicio de las fuerzas del libertador Simón Bolívar, el Comodoro Louis-Michel Aury, que el 4 de julio de 1818, con 400 hombres y 14 barcos, capturó la isla de Providencia, en el Mar Caribe, frente a las costas de la actual Nicaragua, encontrando que la isla estaba poblada por colonos ingleses, de religión protestante, con sus esclavos de origen africano. El Comodoro Louis-Michel Aury utilizó las islas como base para estimular la independencia centroamericana, fundando un asentamiento con una economía próspera basada en las capturas de barcos comerciales del imperio español, operando contra los puertos de Trujillo y Omoa, en la actual Honduras, de la manera siguiente:
El 21 de abril de 1820, la torre de vigilancia del puerto de Trujillo anunció la llegada de la flotilla rebelde del Comodoro Louis-Michel Aury. La guarnición del puerto, comandada Hé M. Palomar, hizo los preparativos de emergencia ante el ataque inminente. A las dos de la tarde, la flotilla rebelde se acercó e izó una bandera con dos barras azules y una blanca, similar a la bandera argentina, pero mostrando otro escudo en el centro, luego envió un barco a la costa para exigir la rendición del puerto dentro de una hora. La ciudad no cumplió. Al día siguiente, el Comodoro Louis-Michel Aury trasladó la flotilla a la desembocadura del río Guaimoreto y comenzó el bombardeo. El ataque empezó a las 9 de la mañana y duró hasta las 2 de la tarde. El fuego cesó cuando a la flotilla se le ordenó irse a la mar, fuera del alcance de los cañones del puerto. Luego, una parte de la fuerza rebelde atacó por tierra e intentó entrar en la ciudad por la parte trasera, pero fue detectada y expulsada. En la noche del 24 de abril de 1820, la flotilla del Comodoro Louis-Michel Aury ya no estaba a la vista desde el puerto. Al día siguiente, la flotilla apareció en el puerto de Omoa y durante varios días intentó tomarlo, pero el Comodoro Louis-Michel Aury no tuvo éxito y abandonó la zona el 6 de mayo de 1820.

### Apresamiento en Chile

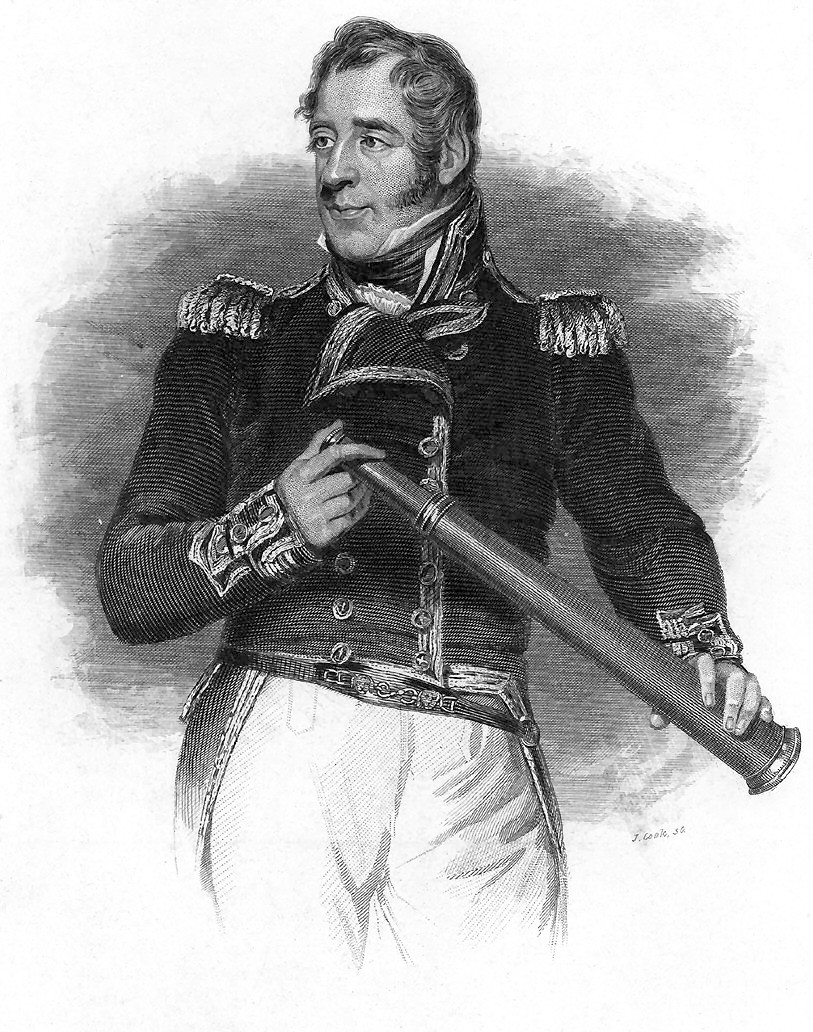
Thomas Cochrane encarceló a Bouchard bajo cargos de piratería.

El 9 de julio de 1819 fondeó en el puerto de Valparaíso la corbeta Santa Rosa junto a la María Sofía, que en realidad se trataba de una nave de origen danés que contrabandeaba en Centroamérica. El 12 de ese mes arribó el Neptuno y un día después La Argentina. Al llegar Bouchard, se le informó que pendía sobre él una orden de arresto por decisión de Thomas Cochrane. El corsario respondió que el gobierno chileno no tenía autoridad para juzgarlo y que solo respondería por sus actos ante las autoridades argentinas.
Tras resistirse al arresto, Cochrane ordenó que la fragata fuera tomada por la fuerza durante la noche. En ella solo se encontraban Bouchard, Espora y unos pocos marineros, por lo que su toma no resultó una tarea difícil. Si bien la patente de corso había vencido antes de atacar El Realejo, el encarcelamiento se explica por la necesidad de recaudar fondos para la flota argentino-chilena que posteriormente libertaría Perú. Se le inició un juicio por piratería que comenzó el 20 de julio. A mediados de septiembre había partido la escuadra chilena para intentar tomar El Callao. En ese momento, los defensores del corsario decidieron acelerar el juicio y el tribunal resolvió el 9 de diciembre de 1819 la devolución de los buques, diarios y demás papeles a Bouchard. Sin embargo, el dinero y las mercancías nunca fueron devueltos.
Al llegar al puerto, vio con desazón el estado en que se encontraban las embarcaciones: los cañones, al igual que las velas, habían sido retirados para equipar otros barcos. Para obtener recursos, utilizó la goleta para transportar arcilla hacia Buenos Aires. Para que no existiera ningún problema de tipo legal, el armador Echevarría le pidió al Director Supremo José Rondeau que le extendiese cuatro patentes de corso por un término de ocho meses. Para inclinar la voluntad del Director a su favor, Echevarría le expresó que renombraría al lugre como General Rondeau.
Sin embargo, al no disponer de tiempo y medios suficientes para rearmar las embarcaciones, Bouchard decidió utilizarlas como transporte. Para que no se asociara el nombre de la fragata con tan pobre destino, le cambió el nombre de La Argentina a Consecuencia, nombre que tenía antes de tomarla. La Consecuencia fue utilizada para transportar 500 hombres, entre los que se encontraban varios granaderos, mientras que la Santa Rosa transportó ganado y armamento.

## Campaña libertadora del Perú
A pesar de que le había informado a Echevarría que partiría hacia Buenos Aires, Bouchard decidió sumarse a la campaña de liberación del Perú. Utilizó sus dos embarcaciones como transporte y le escribió una carta a su armador pidiéndole que ayudara a su familia. Aquí comenzó la ruptura con este, ya que Echevarría sentía perjudicados sus intereses debido al largo período de prisión que había sufrido el corsario y a los daños producidos en las naves. Por esta razón el armador decidió quedarse con los 25.000 pesos pagados por el transporte de arcilla.
En 1820 Bouchard se encontraba en Perú sirviendo a la marina chilena. En diciembre de ese año le solicitó a José de San Martín, quien había asumido el Protectorado del Perú, que le permitiera volver a la Argentina debido a su mala situación económica. Sin embargo, San Martín le exigió que se mantuviera en Lima por cinco meses más. Para agravar su situación, no se le pagó por dos presas capturadas en Pisco, cuyo valor ascendía a 95.000 pesos. En 1822 se encontraba en una situación no muy clara respecto a su pertenencia a la marina del Perú, y las noticias de que Echevarría no estaba ayudando a su familia en Buenos Aires produjeron la ruptura definitiva con este.
Cuando lord Cochrane se apoderó de los caudales depositados en los buques de guerra bajo su mando para cobrar los haberes adeudados, San Martín decidió combatir fuego con fuego. Por ello dispuso la creación de la marina peruana, y puso a Bouchard al mando de la fragata Prueba, la más importante de la escuadra peruana. Cuando Cochrane retomó sus reclamos pecuniarios, Tomás Guido le pidió que se dirigiera a Chile y ordenó a Bouchard que se preparara a combatir en caso de que el marino se dispusiera a atacar. Sin embargo, Cochrane no lo intentó, probablemente al notar lo bien armada que se encontraba la nave peruana.
Posteriormente continuó en aguas peruanas al mando de la Santa Rosa, ya que La Argentina había sido vendida como leña. Pero la Santa Rosa sería finalmente incendiada durante la sublevación de la fortaleza de El Callao en 1824. También participaría, en 1828, en la guerra contra la Gran Colombia. Tras la muerte del Almirante Martín Jorge Guise, quedó a cargo de la marina peruana, pero se retiraría un año después de que se incendiara la nave insignia, Presidente.

## Últimos años y muerte

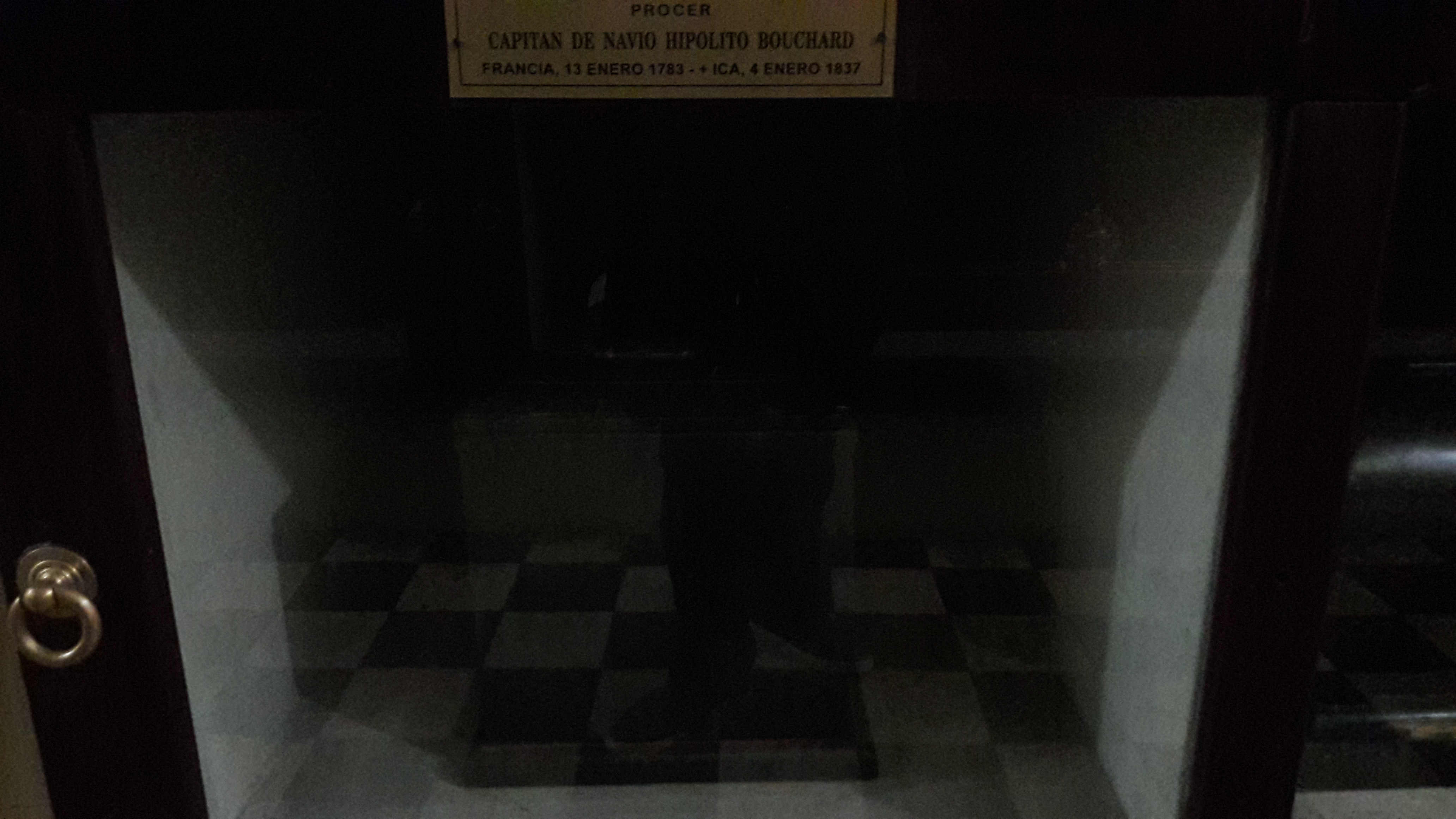
Inhumado inicialmente en el Panteón de los Próceres de Lima. Argentina solicita su repatriación y en 1963 sus restos son transportados por el crucero “La Argentina” que, en viaje de instrucción, lleva a los nuevos oficiales de la Armada Argentina por varios lugares que Bouchard recorrió entre 1817 y 1819. Los restos de Bouchard fueron recibidos por las más altas autoridades argentinas y depositados temporalmente en el Panteón del Centro Naval del cementerio de Chacarita, hasta tanto se erigiera un mausoleo destinado a recordar su memoria.

Tras el retiro, decidió hacerse cargo de la atención de las haciendas que le había adjudicado el gobierno peruano, San Javier y San José de Nazca, donde fundó un ingenio azucarero. Hacía tiempo que había perdido contacto con su familia. Después de la expedición con Brown había convivido con su esposa solo diez meses, y no llegó a conocer a su hija menor que nació después de que iniciara su expedición alrededor del mundo.
Durante su vida a bordo, se había caracterizado por un duro carácter que lo llevó a protagonizar varios incidentes con las tripulaciones y a tomar duras represalias contra quienes se le insubordinaban. En sus haciendas trataba a sus esclavos con la misma dureza con la que había tratado a su tripulación, hasta que el 4 de enero de 1837, harto de sus abusos, uno de aquellos le dio muerte.
Los restos de Bouchard permanecieron perdidos hasta 1962, cuando fueron encontrados en una cripta ubicada en la iglesia de San Javier de Nasca de la ciudad de Nazca, en Perú. El 6 de julio de ese año fueron exhumados y repatriados a Buenos Aires por una comisión formada por la Armada Argentina y la Armada del Perú. Hoy descansan en el panteón viejo de la armada argentina en el Cementerio de Chacarita.